# Urho Peltonen
Urho Pellervo Peltonen (ur. 15 stycznia 1893 w Nurmes, zm. 4 maja 1950 w Helsinkach) – fiński lekkoatleta, który specjalizował się w rzucie oszczepem.
Trzykrotny uczestnik igrzysk olimpijskich - Sztokholm 1912, Antwerpia 1920 oraz Paryż 1924. Peltonen dwukrotnie stawał na olimpijskim podium. W roku 1912 zdobył brązowy krążek w konkursie rzutu oszczepem oburącz, a osiem lat później – w 1920 – wywalczył srebro w tradycyjnym rzucie oszczepem. Rekord życiowy: 64,35 (1916).